# Стен Стуре Старији
Стен Стуре Старији, познат и под именима и као Стен Стире и Стен Густавсон Стире  (1440 - 14. децембар 1503) је био краљ регент Шведске (1470—1503 ) из династије Стуре.
Године 1470. Шведска национална партија га је истакла за регента. Стуре је потом 1471. године потукао Данце, који су имали врховну власт над Шведском , у близини Стокхолма. Али га је шведска аристократија приморала да призна зависност од данских краљева, ма и чисто номинално. Стуре је био један од најобразованијих људи свог времена. Он је основао универзитет у Упсали 1477. године и увео је у Шведску штампање књига.
Шведска аристократија била је приморана да ступи у унију с Данском, али се данска политика косила са интересима шведских феудалаца. Ограничавање права аристократије, одузимање краљевских земаља које је она присвојила, дељење феуда у Шведској Данцима, рушење феудалних замкова — све је то изазивало дубоко незадовољство међу шведском аристократијом. И спољна политика Данске, која је била усмерена против Ханзе и Холштајна, газила је интересе Шведске, која је желела да с Светим римским царством успостави непосредну трговачку везу. Крајње су били незадовољни сопственици рудника, тесно повезани с Ханзом, којој су продавали гвожђе и бакар. Данско чиновништво дозвољавало је себи сва могућа угњетавања и изнуђивања. Данску је власт пратило јачање феудалног угњетавања. Дански феудалци, који су добили земљопоседе у Шведској, претварали су сељаке у кметове и угњетавали их .
Без обзира на то што је у Шведској постојао знатан слој слободног сељаштва, у Шведској тада је главна снага постала, крупна феудална аристократија. Неколико аристократских породица и више свештенство приграбили су у своје руке власт у Шведској .
Ослањајући се на слободно сељаштво и тежећи да поправи његов положај, Стуре је изазвао према себи мржњу племства и свештенства, који су на све могуће начине ометали његову активност и тражили подршку у Данској . Свештенство га је искључило из цркве. Када је умро, народ је био уверен да су га отровали. Ускоро после његове смрти аристократија је поново однела превагу и позвала данског краља  Ханса , док је нови регент постао Сванте Нилсон.